# Майкл Норман
Майкл Норман (3 грудня 1997 , Сан-Дієго, Каліфорнія ) — американський легкоатлет, що спеціалізується на спринті, олімпійський чемпіон 2020 року, чемпіон світу.

## Виступи на основних міжнародних змаганнях
| Рік             | Змагання                      | Місце проведення | Місце           | Дисципліна            | Результат       | Примітки        |
| Представник США | Представник США               | Представник США  | Представник США | Представник США       | Представник США | Представник США |
| --------------- | ----------------------------- | ---------------- | --------------- | --------------------- | --------------- | --------------- |
| 2016            | Чемпіонат світу серед юніорів | Доха             | 1               | біг на 200 метрів     | 20.17           | MR              |
| 2016            | Чемпіонат світу серед юніорів | Доха             | 1               | естафета 4×100 метрів | 38.93           | WU20L           |
| 2019            | Чемпіонат світу               | Доха, Катар      | 10 (пф.)        | біг на 400 метрів     | 45.00           |                 |
| 2021            | Олімпійські ігри              | Токіо, Японія    | 5               | біг на 400 метрів     | 44.31           |                 |
| 2021            | Олімпійські ігри              | Токіо, Японія    | 1               | естафета 4×400 метрів | 2:55.70         | SB              |
| 2022            | Чемпіонат світу               | Юджин, США       | 1               | біг на 400 метрів     | 44.29           |                 |
| 2022            | Чемпіонат світу               | Юджин, США       | 1               | естафета 4×400 метрів | 2:56.17         | WL              |
| 2024            | Літні Олімпійські ігри 2024   | Париж, Франція   | 8               | біг на 400 метрів     | 45.62           |                 |
|                 |                               |                  |                 |                       |                 |                 |